# A Countess from Hong Kong
A Countess from Hong Kong (en España, La condesa de Hong Kong; en Hispanoamérica, Una condesa de Hong Kong) es una película británica de 1967 perteneciente al género de la comedia. Fue la última que dirigió Charles Chaplin, la única en color y una de las dos en las que no se presenta en un papel principal: la otra es Una mujer de París (A Woman of Paris, 1923). La película anterior, Un rey en Nueva York (A King in New York, 1957), había sido hecha nueve años antes del rodaje de La condesa de Hong Kong y diez antes de su estreno. Los actores principales son Marlon Brando, Sophia Loren, Tippi Hedren y Sydney Chaplin (el segundo hijo de Charles). Las dos apariciones fugaces de Chaplin conforman el último registro publicado de su imagen en películas para el cine.
La historia se basa vagamente en la vida de una mujer que conoció en Francia Charles Chaplin: Moussia Sodskaya, o Skaya, como la llama el cineasta en su libro de 1922 Mi viaje al extranjero (My Trip Abroad). Era una cantante y bailarina rusa que había quedado en Francia sin pasaporte.
El trabajo se había emprendido en principio en los años 30, la película se iba a llamar Stowaway (La polizona) y estaba pensada para Paulette Goddard, pero no se alcanzó a llevarla a cabo entonces.
Para el trabajo de 1966, se ofreció en principio el papel principal masculino a Rex Harrison, que lo rechazó. 
La película, ya acabada y estrenada en 1967, fue un fracaso crítico y comercial, si bien algunos críticos, como Tim Hunter y Andrew Sarris, así como el poeta John Betjeman, la consideraban entre las mejores obras de Chaplin, quien, por su parte, la tenía como la mejor de su última etapa.
La canción principal, obra del propio Chaplin, se convertiría en el éxito del mismo año: This Is My Song, de Petula Clark.
Tras la mala recepción que tuvo la película, Chaplin escribió una nota en la prensa en la que indicaba que la película era resultado de un viaje que había hecho en 1931 a Shanghái, durante el que había conocido a varios aristócratas rusos escapados de la revolución.

## Argumento
Odgen Mears, nombrado embajador de los Estados Unidos en Arabia Saudita, vuelve a su país tras dar la vuelta al mundo. Conoce y después acoge a regañadientes a Natasha, condesa rusa que entra en el barco en Hong Kong como polizona para evitar ser empleada en la prostitución y se esconde en el armario del embajador en ciernes, no tiene pasaporte y se ve obligada a permanecer en el camarote. Quiere llegar a los Estados Unidos a toda costa. 
Como plan para sacarla del barco después, deciden casarla con Hudson, ayudante de cámara de Odgen. Hudson quiere aprovechar para consumar el matrimonio, de manera que ella, cuando están a punto de llegar al puerto de Honolulú y tras haber pasado la travesía evitándolo, salta desde cubierta y nada hasta tierra firme.
La esposa de Odgen se une al crucero, y Odgen tendrá que dar algunas explicaciones. Un abogado amigo de Odgen que ayudó a preparar el matrimonio de conveniencia encuentra a la condesa y le informa de que el departamento de inmigración la ha aceptado como esposa de Hudson. 
En la última escena, Odgen, que ha dejado atrás crucero y esposa, baila con la condesa en el cabaret de un hotel.

## Reparto
| Actor               | Papel                        |
| ------------------- | ---------------------------- |
| Marlon Brando       | Ogden Mears                  |
| Sophia Loren        | Natasha                      |
| Sydney Chaplin      | Harvey, el abogado           |
| Tippi Hedren        | Martha, esposa de Ogden      |
| Patrick Cargill     | Hudson                       |
| Oliver Johnston     | Clark                        |
| Michael Medwin      | John Felix                   |
| John Paul           | El capitán                   |
| Margaret Rutherford | Srta. Gaulswallow            |
| Angela Scoular      | Chica de la alta sociedad    |
| Geraldine Chaplin   | Chica del baile              |
| Charlie Chaplin     | Camarero                     |
| Josephine Chaplin   | "Condesa" del salón de baile |
| Victoria Chaplin    | "Condesa" del salón de baile |

## Producción
Este es el primer largometraje de Tippi Hedren tras su ruptura con Alfred Hitchcock después de rodar Marnie. Tenía ella grandes esperanzas, hasta que recibió el guion y vio que le correspondía un pequeño papel. Pidió a Chaplin que se lo ampliara, pero, dado que casi toda la acción se desarrollaba en el barco y su personaje no intervenía hasta la última parte, se dejó el papel como estaba. No obstante, Hedren diría después que había sido un placer trabajar con Chaplin. Además de Geraldine y Sydney, en la película aparecen otras dos hijas del cineasta: Josephine y Victoria. Se llevó a cabo todo el rodaje en 1966 en los Pinewood Studios. Fue la segunda producción de los estudios europeos de la Universal. La primera había sido Fahrenheit 451, de François Truffaut.